# مهدي أباد (نغار بردسير)
مهدي أباد (بالفارسية: مهدی‌آباد) هي قرية تقع في إيران في البلدة المركزية.